# Beatrice Baudelaire
Beatrice Baudelaire es el nombre de dos personajes ficticios en la serie de libros infantiles, Una serie de catastróficas desdichas de Lemony Snicket. La Beatrice mayor no aparece en la serie principal, sin embargo es mencionada por el narrador como un amor perdido y, según en Lemony Snicket: La Autobiografía No Autorizada, ella es la razón por la cual Snicket comenzó a escribir la historia de los Baudelaire. La Beatrice joven aparece en el último libro, El Fin. Un libro extra del 2006 llamado, Las Cartas de Beatrice (The Beatrice Letters), saca a la luz la existencia de ambas Beatrices.
Lemony Snicket le dedica cada uno de sus libros a su amor muerto llamada Beatrice. Ya dentro de los libros, gradualmente añade detalles sobre su relación y las razones por las cuales terminó. En algunas ocasiones también es mencionada por algunos de los personajes, la primera vez por Esmé Miseria en El ascensor artificioso. Durante la duración de Una serie de catastróficas desdichas, la verdadera identidad de Beatrice y su papel en los largos misterios de la historia es el mejor secreto oculto de la serie. En el capítulo final de El Fin se presentó al personaje con más detalle. Aunque se dio cierre al popular tema de la identidad de Beatrice, el efecto que ella causa en la historia jamás se afirmó explícitamente. Su historia se convirtió en un tema de mucha especulación entre los fanes.

## Joven Beatrice
En El Fin se reveló que la segunda Beatrice es la hija de Kit Snicket, quien murió justo después de dar a luz, convirtiendo a la sobrina de Lemony Snicket en una huérfana. La bebé Beatrice es adoptada por los Huérfanos Baudelaire, por lo tanto su apellido es Baudelaire y no Snicket o Denouement (apellido del padre). Se mencionó en el último capítulo El Fin que "ella se parece mucho a su madre."
En el último libro El Fin la última palabra del último capítulo fue "Beatrice," dicha por la misma Beatrice.
En el libro acompañado, Las Cartas de Beatrice, la segunda Beatrice Baudelaire ahora tiene 10 años de edad y está en busca de su tío, Lemony Snicket, y de los Huérfanos Baudelaire, los cuales aparentemente han desaparecido. La joven niña le escribe a Lemony Snicket una serie de cartas preguntándole sobre los Huérfanos Baudelaire. "Al menos tengo doce," ella escribió. (Y existen doce libros antes de "El Fin".)
Beatrice escribe una carta en una máquina de escribir en la "pequeña y polvorienta oficina, en el decimotercer piso de uno de los edificios más lúgubres de la ciudad."(oficina de Lemony) La oficina tiene vista a un terreno baldío donde verdes brotes de un edificio quemado emergen. Un mapa en la pared contiene notas clavadas que marcan lugares donde Lemony Snicket puede ser encontrado. Otra de las cartas de Beatrice es escrita desde una cueva donde Lemony Snicket se ha estado escondiendo. Ella remarca que es "un lugar desagradable-- horrible, infestado de murciélagos, y decorado con espantoso papel tapíz."
Tiempo después la segunda Beatrice escribe otra carta durante su clase de escritura en la escuela de secretarias que en realidad no es una escuela de secretarias. Lo cual puede significar que Beatrice encontró la manera de entrar a la escuela de entrenamiento de VFD a la cual su tío y su madre solían acudir. Sin embargo, a pesar de que Lemony Snicket leyó su carta, el sigue sin querer verla.
En su cuarta carta, Beatrice menciona que persiguió a Lemony Snicket desde la biblioteca, hasta el parque, mientras él andaba a la orilla de un estanque cercano, y corría apresurado por alcanzar el autobús. Para cuando ella tomó un carruaje (rickshaw), siguiéndolo hasta el lúgubre edificio de su oficina y "arreglándoselas para forzar la cerradura de la puerta principal," él ya había subido varios pisos y ella pudo oírlo resollar por la subida. Tocó a la puerta de su oficina, pero Snicket se negó a abrirle.
Después de un tiempo indeterminado una quinta carta fue escrita, para ese tiempo la segunda Beatrice ya había instalado su propia oficina en el decimocuarto piso del edificio retórico, o sea el edificio donde se encuentra la lúgubre oficina de Lemony Snicket. Desde esta oficina ella escribe otra carta a su tío alusivo. La introduce dentro de un pequeño tubo metálico, perfora un agujero a través del piso, y arroja el tubo metálico dentro del agujero hacia el escritorio de Lemony Snicket en su oficina de abajo. Ella le suplica que se reúnan y le responda sus preguntas y jura no descansar hasta encontrar a los Huérfanos Baudelaire. Ella escribe: "Les debo mi vida a ellos,".
La sexta carta es una tarjeta que dice: "Beatrice Baudelaire, Baticeer Extraordinaire." En esta tarjeta Beatrice se disculpa por "avergonzarlo frente a su amigos". Esto tal vez significa que la primera Beatrice fue la que escribió la carta. Ella le dio la tarjeta a un mesero para que se la diese a Lemony Snicket mientras él bebía un "root beer float"(cerveza de raíz con nieve flotando encima). Ella escribe que si él no la quiere conocer, sólo tiene que romper la tarjeta y ella se irá y jamás se acercará a él de nuevo. La nota en el libro esta intacta, lo cual significa que al fin Lemony Snicket se encontró con su sobrina.
Lemony Snicket explicó: "Porque la quiero tanto... jamás se me ocurrió pensar que podría existir más de una Beatrice Baudelaire." Él decidió juntar las cartas de su sobrina junto con las escritas por y para la primera Beatrice, con la esperanza de hacer un conjunto coherente con la historia. "Tan extraño como parezca," le dice a su editor.
Al final escribe: "Sigo esperando lo mejor, aunque lo mejor, como un interesante trozo de carta, raramente llega, y cuando lo hace puede perderse tan fácilmente."

## Dedicatorias
En cada uno de los libros de Una serie de catastróficas desdichas existe una dedicatoria dirigida ella:
- Un mal principio

Para Beatrice –
Querida, encantadora, muerta.
- La habitación de los reptiles

Para Beatrice –
Mi amor por ti vivirá para siempre.
Tú, sin embargo, no lo hiciste.
- El ventanal

Para Beatrice –
Desearía fervientemente que estuvieras viva y bien.
- El aserradero lúgubre

Para Beatrice –
Mi amor voló como una mariposa
Hasta que la muerte cayó como un murciélago
Como dijo la poeta Emma Montana McElroy;
"Ese fue su fin."
- Una academia muy austera

Para Beatrice –
Siempre estarás en mi corazón,
En mi mente,
Y en tu tumba.
- El ascensor artificioso

Para Beatrice –
Cuando nos conocimos mi vida comenzó,
Pronto después, la tuya terminó.
- La aldea malvada

Para Beatrice –
Cuando estábamos juntos me sentía sin aliento.
Ahora tu lo estas.
- El hospital captivo

Para Beatrice –
El verano sin ti es tan frío como el invierno.
El invierno sin ti es aún más frío.
- El carnaval carnívoro

Para Beatrice –
Nuestro amor rompió mi corazón,
Y detuvo el tuyo.
- La pendiente resbaladiza

Para Beatrice –
Cuando nos conocimos por primera vez, eras muy bella, y yo estaba solo
Ahora estoy muy solo.
- The Grim Grotto

Para Beatrice –
Las mujeres muertas no cuentan historias,
Los hombres tristes las escriben.
- El penúltimo peligro

Nadie pudo extinguir mi amor,
Ni tu casa.
- El fin

Yo quise, tú moriste
El mundo ha sido una pesadilla.

La dedicatoria de The Grim Grotto insinúa que la historia que presentan las novelas habla tanto de la vida de Beatrice como la de los Baudelaire. La dedicatoria de El carnaval carnívoro insinúa que el amor que Lemony Snicket sentía por Beatrice desempeñó un papel importante en los eventos que la condujeron hasta su muerte. La dedicatoria de El penúltimo peligro insinúa que la casa de Beatrice fue incendiada. La dedicatoria de El hospital captivo insinúa que Snicket tiene frío.

A propósito de Beatrice:
Aunque hay muchos libros en este mundo, todos parecen tener algunas cosas en común. Por ejemplo, todos tienen palabras. Todos tienes portada, y, al principio de la mayoría de los libros, hay una dedicatoria.
Esta dedicatoria simplemente es el lugar en donde un autor puede poner a alguien conocido y decir que escribieron el libro para “él o ella” (lo cual hacen). También, normalmente, cuando un autor escribe muchos libros, dedica cada uno a diferentes personas.
Sin embargo, las dedicatorias de Snicket, parecen ser algo diferentes. Cada libro ha sido dedicado a una sola persona, conocida por todos como Beatrice.
En sus libros, Snicket ha expuesto muchas muestras de afecto hacia Beatrice, la ha mencionado, no sólo en sus dedicatorias, sino también en ciertas partes de los libros.
Snicket frecuentemente muestra señales de afecto hacia ella.
Esto fue tomado de la página en inglés: www.lemonysnicket.com
Beatrice en:
Un mal principio
...En mi habitación he reunido una colección de objetos que son importantes para mí, incluyendo una foto borrosa tomada hace mucho tiempo, de una mujer llamada Beatrice. Estos son los artículos más preciados y queridos para mí--L.S.
El ventanal
"He visto cosas muy impresionantes en mi larga y complicada vida. He visto una serie de pasillos construidos completamente de cráneos humanos. He visto una erupción volcánica que lanza lava hacia una pequeña aldea. He visto a la mujer que yo solía amar siendo llevada por una enorme águila que voló hacia su nido en una montaña alta."
La aldea malvada
"Por ejemplo, Una vez amé a una mujer, que por diversas razones no pudo casarse conmigo... y en vez de ello escribió un libro de doscientas páginas, explicando cada pequeño detalle... el cual fue traído a mí, por una multitud de palomas mensajeras."
"Antes de su inoportuna muerte, mi querida Beatrice, lo preguntó, aunque lo preguntó demasiado tarde. La pregunta es: ¿dónde esta el Conde Olaf?"

Una academia muy austera
...Me sentí como una persona diferente, Me atreví a acercarme a una mujer que se me había sido prohibido acercármele por el resto de mi vida. Se encontraba sola en la terraza...y vestida como libélula, con una brillante máscara verde y enormes alas plateadas. Como las personas que querían atraparme andaban rondando por la fiesta, tratando de adivinar que invitado era yo, Me escabullí hacia la terraza y le di el mensaje que había intentado darle desde hace quince largos y solitarios años. "Beatrice" Llore, justo cuando los escorpiones me encontraron, "El Conde Olaf es" No puedo seguir. "Por ejemplo, mi amigo, el profesor Reed hizo un tríptico para mí, y en uno de los paneles pinto un incendio, en el otro una máquina de escribir, y en el tercero el rostro de una bella, inteligente mujer. El tríptico es titulado "Lo que le pasó a Beatrice" y no puedo voltear a verlo sin siquiera llorar."

"...como el hombre que (y No yo) tuvo la suficiente fortuna de casarse con mi querida Beatrice, y vivir felizmente con ella durante su corta vida."

El ascensor artificioso
..."Pero quiero robarles de la misma manera en la que Beatrice me robo a mí"
--Esme Miseria a los Baudelaire
"...y esa palabra aun me persigue en mis sueños haciéndome dar vueltas en mi cama durante las noches, imágenes de Beatrice y de su legado me llenan de fatiga, afligiendo mi mente... esta palabra, lamento decirlo, era 'Olaf.'"

La aldea malvada
... Yo mismo estaba completamente enamorado de una mujer inteligente la cual era tan encantadora e inteligente que confié en que ella sería mi esposa, pero no había manera de saberlo con seguridad, y pronto todas las circunstancias cambiaron y ella terminó casándose con alguien más, todo por algo que leyó en el Diario Punctillio.
(¿La razón por la que Beatrice no se casó con Lemony fue porque leyó el falso obituario del Diario Punctilio que puede ser visto en la parte de atrás de la Autobiografía No Autorizada? ¿Éste fue el artículo que el capitán widdershins le enseñó?, ¿los padres de los Baudelaire y los hermanos Snicket? o ¿de alguna manera tendrá que ver con el caso de los Quagmire?) Ver en la Autobiografía No Autorizada
Snicket: The Unauthorized Autobiography
El hospital captivo
... Cuando la única mujer que amarás se casa con alguien más y después muere una terrible tarde
... y de alguna manera desearía como nadie nunca ha deseado regresar a ese terrible jueves y detener a Beatrice de acudir a esa reunión de té donde conoció por primera vez a Esme Miseria
la palabra "Beatrice" me recuerda a una organización voluntaria que estaba atestada de corrupción
"¿Era realmente necesario? ¿Era absolutamente necesario robarle el azucarero a Esme Miseria?"
--Lemony Snicket
Puedes leer un libro que diga como planear una boda exitosa, cuando la única mujer que amarás se casa con alguien más y después muere una terrible tarde."
En "El hospital captivo" uno de los nombres en la lista de pacientes del hospital es CARRIE E. ABELABUDITE, un anagrama de Beatrice Baudelaire. Sin embargo, también aparece el nombre de NED H. RIRGER, un anagrama de (red herring) "arenque rojo". Esto puede significar que CARRIE E. ABELABUDITE es una pista falsa, para engañar a los lectores.
La pendiente resbaladiza
El traje de nieve rojo y brillante robado por Esmé Miseria tenía la letra B cosida en la parte posterior junto con la insignia de un ojo.
The Grim Grotto
"...y el Capitán Widdershins hizo mal en insistir, como lo hizo hace ya muchos años, diciendo que la historia en el Diario Punctilio era completamente cierta, y al enseñar el artículo a tantos voluntarios, incluyendo a los padres de los Baudelaire, a los hermanos Snicket, y a la mujer que una vez ame."
El penúltimo peligro
"Y tu sabes," dijo Esme con una terrible voz, "que eso (el azucarero) es mío."
"Ya no más," dijo Dewey.
"¡Beatrice me robó el azucarero a mí!" gritó Esmé

Lemony Snicket: La Autobiografía No Autorizada
Esto fue hecho en código Sebald en un mensaje para el Sr. Lemony Snicket de (El viñedo de fragantes Cortinas) Vineyard of Fragrant Drapes V.F.D de la página 84 a la 85: Hola, si sigues con vida no vengas aquí, el Conde te quemara así que mantente alejada Beatrice.
Beatrice era una actriz que desempeñó el papel principal en la obra (El Mundo Aquí, es Tranquilo) "the World is Quiet Here" de la autora desconocida Linda Rhaldeen, el cual es un anagrama de Daniel Handler. El nombre del teatro es Ned H. Rirger, un anagrama de (Arenque Rojo) "Red Herring". La obra requirió que la actriz principal silbara la catorcena sinfonía de Mozart.
Una nota importante en "El ventanal" es que Klaus dice que su madre podría silbar la catorcena sinfonía de Mozart con la boca llena de galletas. Otra nota en el "Carnaval carnívoro" Violet dice que su madre actuó en una obra. Estas dos piezas de evidencia pueden confirmar que Beatrice es la madre de los Baudelaire, pero por el "Arenque Rojo" nada de esto puede ser probado con certeza.

En "the Grim Grotto" Lemony cita "....los padres de los Baudelaire, los hermanos Snicket, y la mujer que una vez ame....."

## Curiosidades
- Muchos piensan que su nombre fue sacado de Beatrice Portinari, la amada del poeta Dante, la cual lo despreció y después murió joven. Él le dedicó La Divina Comedia, y en dicho libro, ella es su meditar y su salvadora personal. En la cual ella prepara su viaje hacia la otra vida y lo guía hacia el camino del cielo.

- Datos: Q2709605